# Juliana de Nassau-Dillenburg
Juliana de Nassau-Dillenburg (en alemany Juliane von Nassau-Dillenburg) va néixer a Dillenburg (Alemanya) el 3 de setembre de 1587 i va morir a Rotenburg el 15 de febrer de 1643. Era una noble alemanya filla del comte Joan II de Nassau-Siegen (1561-1623) i de Magdalena de Waldeck-Wildungen (1558-1599).
Essent la segona esposa del landgravi Maurici I de Hessen-Kassel va procurar que una part dels dominis del langraviat fossin per als seus fills. Així, tot i romandre sota la sobirania de Hessen-Kassel, al seu fill gran Herman li va correspondre Hessen-Rotenburg, al segon Frederic, Hessen-Eschwege, i a Ernest, Hessen-Rhein.

## Matrimoni i fills
El 22 d'abril de 1603 es va casar amb Maurici I de Hessen-Kassel (1572-1632), fill del landgravi Guillem IV (1532-1592) i de Sabina de Württemberg (1549-1481). Fruit d'aquest matrimoni nasqueren:
- Felip (1604-1626).
- Agnès (1606-1650), casada amb Joan Casimir d'Anhalt-Dessau (1596-1660).
- Herman (1607-1658), casat primer amb Sofia Juliana de Waldeck (1607-1637) i després amb Cunegunda Juliana d'Anhalt-Dessau (1608-1683).
- Juliana (1608-1628).
- Sabina (1610-1620).
- Magdalena (1611-1671), casada amb Eric Adolf de Salm-Reifferscheid (1619-1673).
- Maurici (1614-1633).
- Sofia (1615-1670), casada amb el comte Felip I de Schaumburg-Lippe (1601-1681)..
- Frederic (1617-1655), casat amb Elionor Caterina de Zweibrücken (1626-1692).
- Cristià (1622-1640).
- Ernest (1623-1693), casat primer amb Maria Elionor de Solms-Lich (1632-1689) i després amb Alexandrina de Dürnizl († 1754).
- Cristina (1625-1626).
- Felip (1626-1629).
- Elisabet (1628-1633).